# Rejon słancewski
Rejon słancewski, ros. Сланцевский район – jednostka administracyjna, jeden z siedemnastu rejonów w obwodzie leningradzkim w Rosji.
Ośrodkiem administracyjnym jest miasto Słancy.

## Podział administracyjny[1]
- Wyskatskie osiedle wiejskie z centrum administracyjnym wieś Wyskatka;
- Gostickie osiedle wiejskie z centrum administracyjnym wieś Gosticy;
- Zagriwskie osiedle wiejskie z centrum administracyjnym wieś Zagriwje;
- Nowosielskie osiedle wiejskie z centrum administracyjnym wieś Nowosielje;
- Słancewskie osiedle miejskie z centrum administracyjnym miasto Słancy;
- Staropolskie osiedle wiejskie z centrum administracyjnym wieś Staropolje;
- Czernowskie osiedle wiejskie z centrum administracyjnym wieś Monastyriek.